# Guardia Sanframondi
Guardia Sanframondi is een gemeente in de Italiaanse provincie Benevento (regio Campanië) en telt 5520 inwoners (31-12-2004). De oppervlakte bedraagt 21,0 km², de bevolkingsdichtheid is 282 inwoners per km².

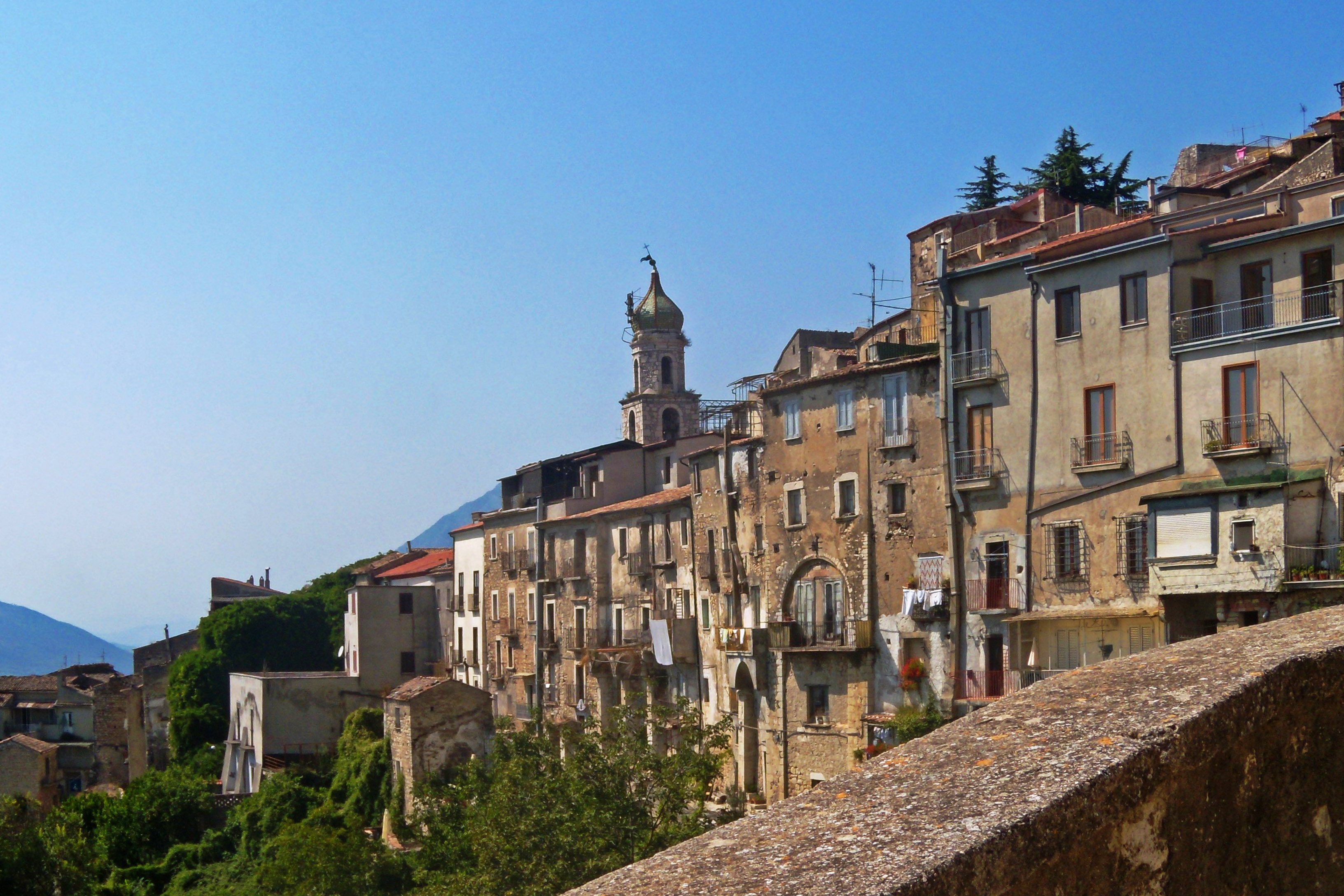
Guardia Sanframondi
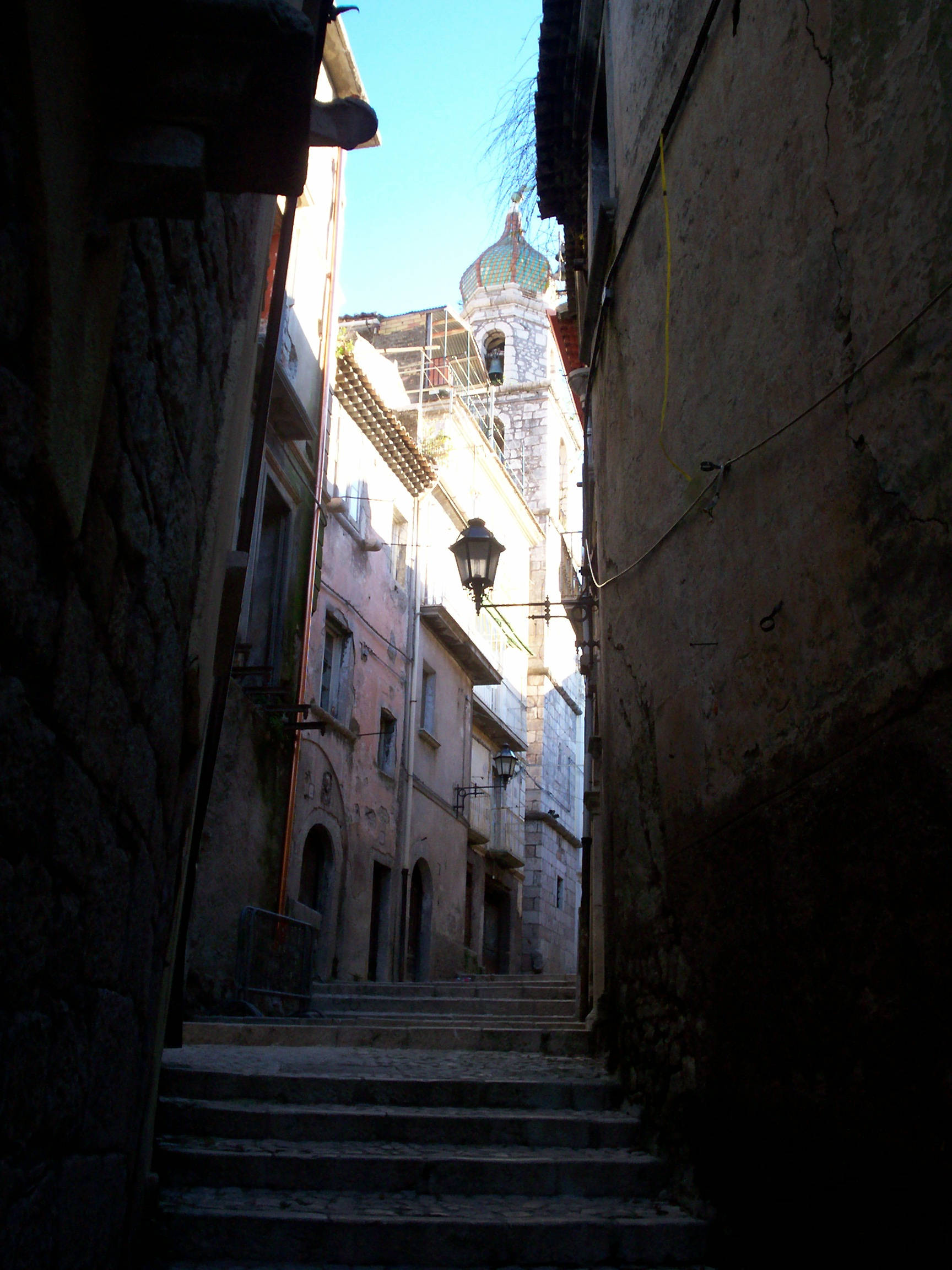
Kerk in Guardia Sanframondi
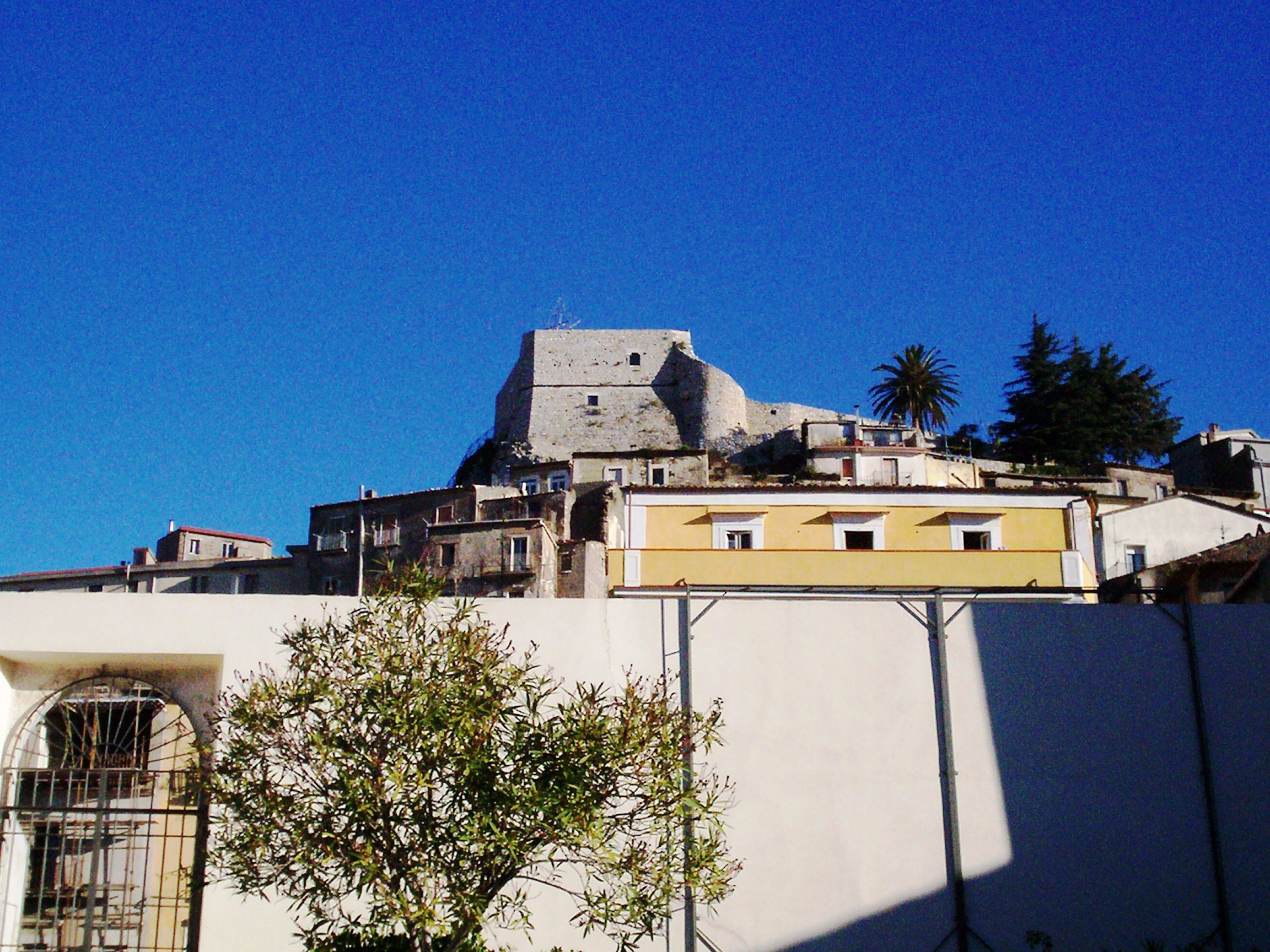
Kasteel van Guardia Sanframondi

## Demografie
Guardia Sanframondi telt ongeveer 2099 huishoudens. Het aantal inwoners daalde in de periode 1991-2001 met 3,4% volgens cijfers uit de tienjaarlijkse volkstellingen van ISTAT.
| Jaar | Inwoneraantal |
| ---- | ------------- |
| 1991 | 5786          |
| 2001 | 5592          |

## Geografie
De gemeente ligt op ongeveer 428 m boven zeeniveau.
Guardia Sanframondi grenst aan de volgende gemeenten: Castelvenere, Cerreto Sannita, San Lorenzello, San Lorenzo Maggiore, San Lupo, Solopaca, Vitulano.